# Leptoscarus vaigiensis
Leptoscarus vaigiensis (Quoy e Gaimard, 1824) è un pesce osseo marino appartenente alla famiglia Scaridae. È l'unico membro del genere Leptoscarus.

## Distribuzione e habitat
L'areale di questa specie è molto ampio: comprende le zone tropicali e subtropicali dell'Indo-Pacifico dal mar Rosso e il Sudafrica (dove sconfina nell'oceano Atlantico a False Bay) all'isola di Pasqua giungendo a nord al Giappone meridionale e a sud all'isola neozelandese di Poor Knights e a quella dell'Australia Occidentale di Rottnest.
Vive in zone costiere riparate come baie, lagune e porti in aree con fondi duri ricchi di vegetazione algale e di fanerogame marine.
Si incontra tra 1 e 15 metri di profondità.

## Descrizione
L. vaigiensis ha una sagoma molto slanciata rispetto agli altri pesci pappagallo. La pinna dorsale ha 9 raggi spiniformi e 10 molli; la pinna anale ne ha 3 spinosi e 9 molli. Contrariamente agli altri membri della famiglia i denti sono non fusi in un becco corneo ma vi sono numerosi piccoli denti liberi. La livrea è piuttosto simile fra i due sessi, il maschio ha una fascia bianca più o meno distinta sul fianco che manca o è meno vistosa nella femmina. Il colore di fondo è verdastro o olivastro punteggiato di chiaro.
La taglia massima nota è di 35 cm.

## Biologia

### Comportamento
Contrariamente a quasi tutti gli altri scaridi questa specie confida nel mimetismo. Forma gruppi di piccole dimensioni.

### Alimentazione
Si nutre di alghe bentoniche, soprattutto sargassi, e di fanerogame marine. Elementi secondari della dieta sono costituiti da crostacei copepodi planctonici, polipi e detrito.

### Riproduzione
L. vaigiensis è l'unico scaride a non subire il cambiamento di sesso. La deposizione delle uova avviene in acque basse su fondali ricchi di vegetazione durante la marea calante. Le larve sono associate a masse di alghe alla deriva.

## Pesca
Viene pescato a livello artigianale e commercializzato fresco per il consumo locale.

## Conservazione
Si tratta di una specie relativamente comune nel suo enorme areale. Non ci sono gravi cause di minaccia per L. vaigiensis sebbene qualche preoccupazione a livello locale sia dovuta al bracconaggio effettuato con l'uso di esplosivi nel Triangolo dei coralli. Altre minacce, sempre localizzate in determinate aree, sono l'aumento della sedimentazione per cause antropiche e lo sbiancamento dei coralli. La lista rossa IUCN lo classifica come "a rischio minimo".